# Шорец, Мария Сергеевна
Мария Сергеевна Шорец (род. 9 августа 1990 года, Ленинград) — российская триатлонистка. Участница летних Олимпийских игр 2016 года. Чемпионка мира по акватлону 2016 года. Многократная чемпионка России в эстафете. Мастер спорта России международного класса (2010).

## Биография
Мария Сергеевна Шорец родилась 9 августа 1990 года в Ленинграде. Есть младшая сестра Анастасия. Их дед — заслуженный тренер СССР Николай Иванович Петров.
В 7 лет Мария начала заниматься плаванием в бассейне «Экран» у Анатолия Вячеславовича Смирнова. В 14 перешла в триатлон. Тренировалась под руководством Александра Александровича Гижа, Татьяны Михайловны Парфенцовой. С 2014 года занимается у Ильи Васильевича Мажухина. На российских соревнованиях представляет Санкт-Петербург и Саратов (с 2014 года).
С 2007 года выступает в составе национальной сборной команды России. В 2010 году была удостоена звания «Мастер спорта России международного класса».
В 2016 году на Олимпийских играх в Рио-де-Жанейро в соревнованиях по триатлону заняла 25 место.
В гранд-финале 2016 года Мировой серии по триатлону, прошедшего под эгидой Международного союза триатлона 17 сентября 2016 года в Косумель, Мария Шорец заняла 9 место.
Окончила Национальный государственный университет физической культуры, спорта и здоровья имени П. Ф. Лесгафта по специальности «тренер-преподаватель по лёгкой атлетике» и Санкт-Петербургский государственный университет промышленных технологий и дизайна.
С 2017 года Мария Шорец совместно с Анастасией Шорец работает тренером по триатлону. 
В январе 2018 года Марии был поставлен диагноз острый монобластный лейкоз. В июне 2018 года в Израиле ей провели трансплантацию костного мозга. После завершения лечения переехала в Москву и стала работать тренером по триатлону.
25 августа 2024 года комментировала прямую трансляцию старта ЛИГА ТРИАТЛОНА & IRONSTAR МОСКВА 226.